# Fourty Brothers
Fourty Brothers è il secondo album in studio della Lupia Jazz Orchestra. È stato registrato nel 2005, in occasione dei 60 anni di attività.
Contiene collaborazioni con le cantanti Cheryl Porter e Kimberly Ann Covington e con il sassofonista Michele Polga.

## Tracce
1. Four Brothers (Giuffrè)
2. Night Walk (Lopez)
3. How Insensitive  (Jobim)
4. It Don't Mean a Thing (Mills/Ellington)
5. Caravan (Ellington/Tizol/Mills)
6. Angel Eyes (Brent/Dennis)
7. Birdland (Zawinul)
8. Tuxedo Junction (Hawkins/Feyne/Johnson/Dash)
9. Sweet Home Chicago (Johnson)
10. Sing Sang Sung (Goodwin)
11. Summertime (Gerswin/Du Bose/Heyward/Gerswin)
12. Fly Me to the Moon (Howard)
13. Benny Goodman Memories (Goodman/Sampson/Parish/ Webb/Hampton/Schoebel/ Pettis/Meyers/Prima)